# Морунглав
Морунглав (рум. Morunglav) — село у повіті Олт в Румунії. Входить до складу комуни Морунглав.
Село розташоване на відстані 157 км на захід від Бухареста, 20 км на захід від Слатіни, 27 км на північний схід від Крайови.

## Населення
За даними перепису населення 2002 року у селі проживали 1462 особи, усі — румуни. Усі жителі села рідною мовою назвали румунську.